# Sjukhuset i Lidköping

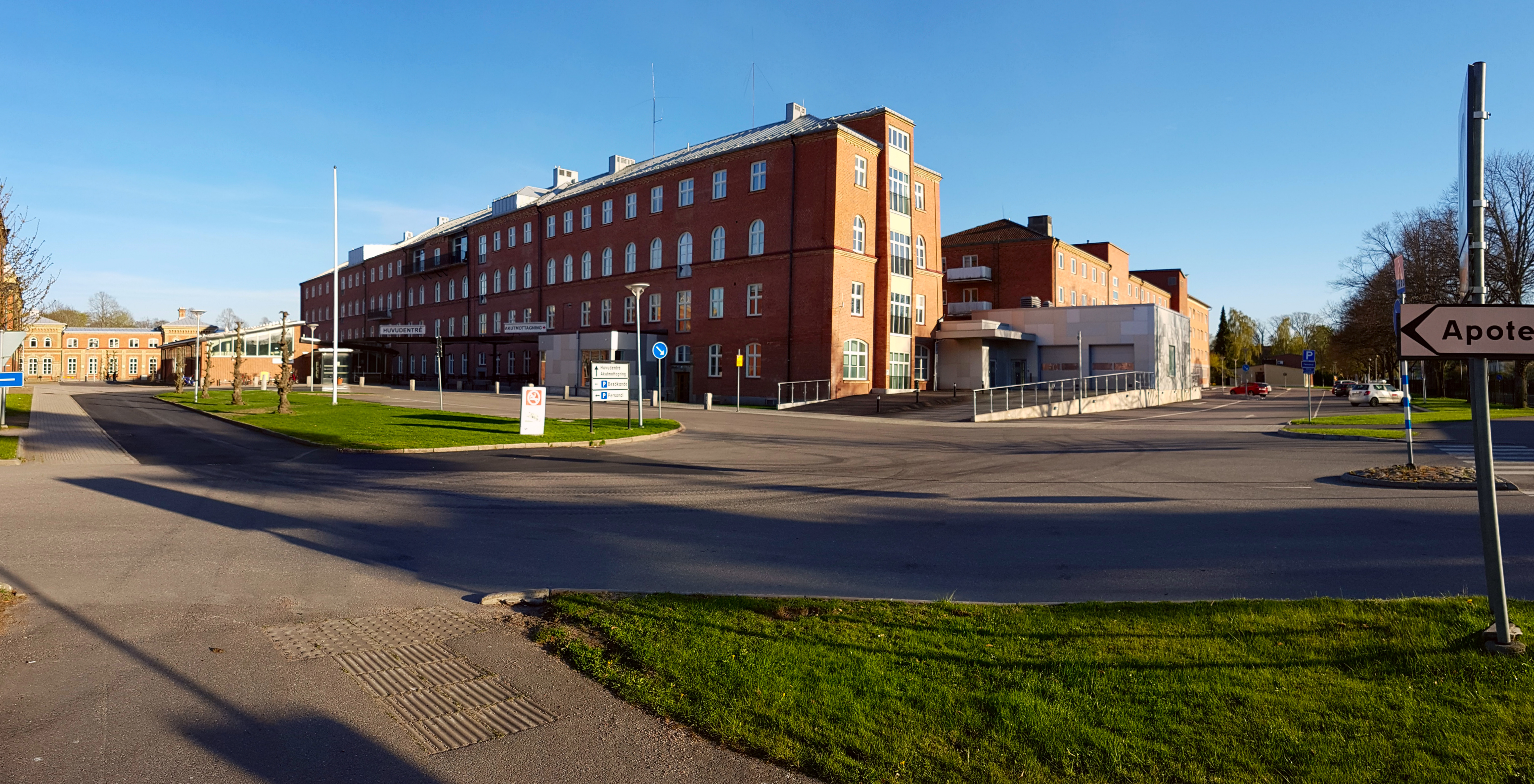
Huvudentrén

Sjukhuset i Lidköping (SiL) är ett sjukhus beläget i centrala Lidköping invid ån Lidan. Sjukhuset har runt 700 anställda samt drygt 140 sängplatser. Inom dess upptagningsområde bor cirka 85 000 personer. Sjukhuset grundades 1934.[källa behövs]
Sjukhuset är ett av fyra sjukhus inom Skaraborgs sjukhus.
Sjukhuset var akutsjukhus fram tills 2023. Den 28:e november 2023 stängdes sjukhusets akutmottagning.  Innan stängningen så demonstrerade 10 000 människor för att få behålla akutmottagningen.